# 風と樹と空と
『風と樹と空と』（かぜときとそらと）は、石坂洋次郎の小説である。1963年9月から1964年1月まで『週刊ヤングレディ』に連載され、64年6月に講談社から単行本として刊行された。1964年に映画化、1965年と1967年にはテレビドラマ化された。

## 概要・あらすじ
東北地方・福島県出身の沢田多喜子が上京してお手伝いさんになり、多喜子が巻き起こす騒動などを明るいタッチで描いていく。
東京に行って就職することを決めた多喜子は、大慌てする父親や家族らの心配をよそに、同じく東京での就職の決まったクラスメートたちと共に福島を後にする。多喜子は、安川家のお手伝いさんとして働き始め、周りの人や同郷の人たちに支えられながら明るく生きていく。
ドラマ版での続編となった『続・風と樹と空と』では、安川家のお手伝いさんになって2年経った設定となっている。成人式も終え、女を意識し始めた多喜子は、安川家主人・儀一郎の経営するゴム会社が倒産して家屋も土地も全部売り払ったという深刻な家庭事情も相まって、新たな仕事先の大内家へ移り、病弱な夫人に代わって、主婦または子供たちの母親代わりとして働く毎日を送る。その多喜子を中心に、周りの若者たちの結婚と人生観と様々な問題も合わせて描いていく。

## 映画版

『風と樹と空と』（1964年）

1964年7月12日公開。製作・配給は日活。カラー。上映時間は86分。

### キャスト
- 沢田多喜子：吉永小百合
- 手塚新二郎：浜田光夫
- 安川三郎：川地民夫
- 会田かね子：安田道代
- 高柳武雄：和田浩治
- 小石信子：平山こはる
- 浅井秀子：十朱幸代
- 安川弓子（三郎の母）：加藤治子
- 安川澄子（三郎の妹）：槙杏子
- 手塚トミ子（新二郎の妹）：田代みどり
- 安川家のばあや：高橋とよ
- 慎太（肉屋）：高島稔
- 六さん（洗濯屋）：荒木一郎
- 沢田たま子（多喜子の母）：菅井きん
- 沢田敬一（多喜子の父）：中村是好
- 斎藤千絵：山本陽子
- 西村運転手：紀原土耕
- オート三輪運転手：水木京一
- ローカル線駅員：桂小かん
- 鉄工所の男：久遠利三
- 信子の叔母：高田栄子
- ヴィーナス美容院の女：北出桂子
- レストランのボーイ：野村隆
- 酔った男：二木草之助
- 若い女：茂手木かすみ
- 若い男：野呂圭介
- 中年の女：福田トヨ
- 上野駅の駅員：近江大介
- 老人：河上信夫

### スタッフ
- 原作：石坂洋次郎
- 監督：松尾昭典
- 脚本：三木克巳
- 企画：坂上静翁
- 撮影：萩原泉
- 美術：千葉和彦
- 音楽：池田正義
- 録音：片桐登司美
- 照明：大西美津男
- 編集：井上親弥
- スチール：目黒祐司
- 助監督：千野皓司

## テレビドラマ版

### 「風と樹と空と」
日本テレビの月曜20時枠の時間帯で、1965年10月18日から1966年1月10日まで放送された。全13回。放映形式はモノクロ16mmフィルム。
石坂洋次郎原作の一連のシリーズの第1弾となった。提供はライオン歯磨一社。

#### キャスト
- 沢田多喜子：鰐淵晴子
- 手塚新二郎：工藤堅太郎
- 安川儀一郎：大坂志郎
- 安川弓子：木暮実千代
- 安川三郎：佐々木功
- 安川澄子：青柳美枝子
- 伊藤きよの（ベテランお手伝いさん）：北林谷栄
- 沢田敬一（多喜子の父）：森川信
- 浅井秀子：香川美子
- 井上先生：園井啓介
- 三ツ矢歌子
- 石坂浩二
- 市川瑛子
- 長沢純
- 関千恵子
- 岡田由紀子

##### ゲスト出演
- 沢村美司子（第4話）
- 宮田征典（第4話）
- 佐野周二（第8話）
- 細川ちか子（第10話）
- 吉田輝雄（第10話）
- 真理明美（第12話）
- 桂小金治（第12話）
- 高橋豊子（緑川夫人、第13話）
- 中尾彬（小林、第13話）
- 山本忠夫（井原、第13話）

#### スタッフ
- 原作：石坂洋次郎
- 企画：増田善次郎
- 脚本：椎名利夫、菅野昭彦 [2]、駒田博之、柳井隆雄、石田守良、今井金次郎
- 監督：番匠義彰、生駒千里
- 音楽：牧野由多可
- 制作：日本テレビ、松竹

#### 主題歌
「素敵な明日」歌：鰐淵晴子（作詞：山上路夫、作曲：牧野由多可）

### 「続・風と樹と空と」
前作と同じく、日本テレビの月曜20時枠の時間帯で、1967年7月10日から同年10月16日まで放送された。全13回。放映形式はモノクロ16mmフィルム。
主題歌の「素敵な明日」も前作に引き続き使われている。提供は明治乳業一社。

#### キャスト
- 沢田多喜子：鰐淵晴子
- 手塚新二郎：工藤堅太郎
- 安井治：山本圭
- 大内剛：松村達雄
- 大内和子：露原千草
- 大内一夫：太田博之
- 大内二郎：日下部聖悦
- 大内はるみ：池戸良子
- 安川儀一郎：大坂志郎
- 安川弓子：木暮実千代
- 伊藤きよの（ベテランお手伝いさん）：北林谷栄
- 沢田敬一（多喜子の父）：森川信
- 山東昭子
- 山崎猛

#### スタッフ
- 原作：石坂洋次郎
- 企画：増田善次郎
- プロデューサー：白石吉之助、安田暉
- 脚本：椎名利夫、山根優一郎、杉本彰、石田守良
- 監督：番匠義彰、生駒千里
- 助監督：田中康義、福田幸平
- 音楽：牧野由多可
- 制作主任：末松昭太郎
- 進行：斉藤稔
- 撮影技術：保積善三郎、森田俊保
- 照明：本橋昭一
- 録音：佐藤義人、小林英男
- 編集：北見精一
- 美術：浦山芳郎
- 制作：日本テレビ、松竹

#### 主題歌
「素敵な明日」歌：鰐淵晴子（作詞：山上路夫、作曲：牧野由多可）

#### サブタイトル
| 回数 | 放送日        | サブタイトル       | 脚本       | 監督     | ゲスト                     |
| ---- | ------------- | ------------------ | ---------- | -------- | -------------------------- |
| 1    | 1967年7月10日 | お家の一大事       | 椎名利夫   | 番匠義彰 |                            |
| 2    | 7月17日       | 困った縁談         | 椎名利夫   | 番匠義彰 | 石川進                     |
| 3    | 7月24日       | 新しいお荷物       | 山根優一郎 | 番匠義彰 |                            |
| 4    | 7月31日       | 嵐の一日           | 山根優一郎 | 生駒千里 |                            |
| 5    | 8月07日       | 明るい風           | 杉本彰     | 生駒千里 | 吉田義夫、うえずみのる     |
| 6    | 8月21日       | 恋せよ乙女         | 椎名利夫   | 生駒千里 |                            |
| 7    | 8月28日       | 悲しきトランペット | 山根優一郎 | 生駒千里 |                            |
| 8    | 9月04日       | あゝ初恋           | 山根優一郎 | 番匠義彰 | 新藤恵美                   |
| 9    | 9月18日       | 天高く馬と娘       |            | 番匠義彰 | 真理明美                   |
| 10   | 9月25日       | あの空に唄声を     | 椎名利夫   | 番匠義彰 | 谷幹一、渡辺篤史、亀井光代 |
| 11   | 10月02日      | 海がめの涙         | 山根優一郎 | 生駒千里 | 清水まゆみ                 |
| 12   | 10月09日      | 男と女に乾杯       | 石田守良   | 番匠義彰 | 岡田由紀子                 |
| 13   | 10月16日      | 娘さんよくきけよ   | 椎名利夫   | 番匠義彰 |                            |

| 日本テレビ系 月曜20時枠 | 日本テレビ系 月曜20時枠 | 日本テレビ系 月曜20時枠 |
| 前番組                  | 番組名                  | 次番組                  |
| ----------------------- | ----------------------- | ----------------------- |
| セイント                | 風と樹と空と            | 山のかなたに            |
| 日本テレビ系 月曜20時枠 |                         |                         |
| あいつと私              | 続・風と樹と空と        | ある日わたしは          |